# Brzeziny Nowe
Brzeziny Nowe (prononciation : [bʐɛˈʑinɨ ˈnɔvɛ]) est une localité polonaise de la gmina de Poczesna, située dans le powiat de Częstochowa en voïvodie de Silésie.